# 藻原荘
藻原荘（もばらのしょう）は、奈良時代に成立した日本の初期荘園のひとつ。上総国埴生郡、現在の千葉県茂原市を中心とする一宮川流域に存在したと推定される。
『朝野群載』所収の、寛平2年8月5日付藤原菅根等連署施入帳にみえ、興福寺領であった。
宝亀5年（774年）上総介に任ぜられ現地に赴任した藤原黒麻呂は、入手した牧を開墾し藻原荘が成立した。黒麻呂の子春継は常陸大目坂上盛の女をめとって藻原荘に住み生涯を終えたが、子の良尚に自分の死後は当荘中に葬り墓所として保全するため興福寺に施入するよう遺言した。しかし、良尚は遺言を果たさぬうちに貞観19年（877年）に急死したため、寛平2年（890年）良尚の子菅根らが田代荘とともに興福寺に施入した。
一宮川中流の藻原寺付近にあったとされ、荘園の存在した奈良・平安時代は埴生郡の郡域内であった。その後郡域に変更があり、江戸時代には古代の埴生郡の太平洋側が長柄郡に併合されたので、長生郡発足以前の長柄郡にあたる所である。